# Anthurium pittieri
Anthurium pittieri är en kallaväxtart som beskrevs av Adolf Engler. Anthurium pittieri ingår i släktet Anthurium och familjen kallaväxter.

## Underarter
Arten delas in i följande underarter:
- A. p. fogdeniorum
- A. p. morii
- A. p. pittieri